# Фотовижский сельский совет (Глуховский район)
Фотовижский сельский совет (укр. Фотовизька сільська рада) — входит в состав
Глуховского района
Сумской области
Украины.
Административный центр сельского совета находится в 
с. Фотовиж
.

## Населённые пункты совета
- с. Фотовиж
- с. Барановка
- с. Муравейня

## Ликвидированные населённые пункты совета
- с. Червоные Вышки